# S-поляризация
s-поляризация — одна из возможных поляризаций света, падающего на плоскую границу раздела двух сред. Для s-поляризации напряжённость электрического поля электромагнитной волны перпендикулярна плоскости падения и параллельна плоскости границы раздела сред.
Другая возможная поляризация называется p-поляризацией .
При падении луча на плоскую поверхность отражённый и преломлённый лучи лежат в одной с ним плоскости, так называемой плоскости падения.
Согласно закону отражения, угол отражения, то есть угол между нормалью к поверхности и отражённым лучом, равен углу падения. Оба угла обозначены α на рисунке[каком?].
Угол преломления β определяется законом Снеллиуса.
При нормальном падении луча света на поверхность обе возможные поляризации являются s-поляризациями.
Если луч света падает на проводящую поверхность, то напряжённость электрического поля s-поляризованной волны на поверхности (тангенциальная) должна быть непрерывной. Этим граничным условием определяются формулы Френеля для отражения и преломления света.